# 22. januar
22. januar je 22. dan leta v gregorijanskem koledarju. Ostaja še 343 dni (344 v prestopnih letih).

## Dogodki
- 1506 – V Vatikan prispe prvi kontigent 150 pripadnikov Švicarske straže
- 1879 – Britanci doživijo poraz v bitki pri Isandhlvani v Angleško-zulujski vojni
- 1905 – s »krvavo nedeljo« v Sankt-Peterburgu se prične prva ruska revolucija
- 1919 – podpisan graško-ljubljanski protokol
- 1930 – londonska konferenca o pomorskem razoroževanju
- 1940 – Vatikan obsodi nemška dejanja na Poljskem
- 1941 – Britanci zasedejo Tobruk, Libija, ki je v rokah nemških enot
- 1944 – anglo-ameriško izkrcanje pri Anziu
- 1972 – Danska, Združeno kraljestvo in Irska se pridružijo Evropski skupnosti
- 1980 – zaprt Andrej Dimitrijevič Saharov
- 2015 – v slovensko morje pomotoma zapluje italijanska letalonosilka Cavour (C 550)

## Rojstva
- 1263 – Ibn Tajmijja, islamski učenjak († 1328)
- 1561 – Francis Bacon, angleški filozof, državnik († 1626)
- 1592 – Pierre Gassendi, francoski filozof, fizik, matematik, astronom († 1655)
- 1729 – Gotthold Ephraim Lessing, nemški dramatik, filozof († 1781)
- 1775 – André-Marie Ampère, francoski fizik († 1836)
- 1777 – Joseph Hume, škotski politik († 1855)
- 1788 – George Noel Gordon Byron, angleški pesnik († 1824)
- 1845 – Paul Vidal de la Blache, francoski geograf († 1918)
- 1849 – August Johan Strindberg, švedski pisatelj, dramatik († 1912)
- 1875 – David Wark Griffith, ameriški filmski režiser († 1948)
- 1877 – Horace Greely Hjalmar Schacht, nemški bankir, finančnik († 1970)
- 1891 – Antonio Gramsci, italijanski filozof, marksist in politični teoretik († 1937)
- 1892 – Marcel Bloch - Marcel Dassault, francoski letalski konstruktor († 1986)
- 1899 – Franjo Baš, slovenski muzealec, zgodovinar, etnolog († 1967)
- 1901 – Vendel Krajcar, slovenski komunist v Porabju († 1975)
- 1911 – Bruno Kreisky, avstrijski kancler Judovskega rodu († 1990)
- 1932 – Piper Laurie, ameriška igralka († 2023)
- 1953 – Mjung-Vun Čung, južnokorejski dirigent in pianist
- 1960 – Michael Kelland John Hutchence, avstralski rockovski pevec († 1997)
- 1979 – Hajdi Korošec, slovenska pevka in podjetnica
- 1985 – Jure Henigman, slovenski dramski igralec

## Smrti
- 1170 – Wang Chongyang, kitajski daoistični učenjak, utemeljitelj Quanzhenske šole (* 1113)
- 1188 – Ferdinand II. Leonski, kralj Leona in Galicije (* 1137)
- 1647 – Kodža Musa Paša,  državnik Osmanskega cesarstva (* ni znano)
- 1666 – Šah Jahan, indijski mogul (* 1592)
- 1840 – Johann Friedrich Blumenbach, nemški antropolog, fiziolog (* 1752)
- 1887 – sir Joseph Whitworth, angleški inženir (* 1803)
- 1900 – David Edward Hughes, angleško-ameriški izumitelj (* 1831)
- 1901 – Viktorija, britanska kraljica (* 1819)
- 1919 – Carl Larsson, švedski slikar (* 1853)
- 1922 – Marie Ennemond Camille Jordan, francoski matematik (* 1838)
- 1922 – Fredrik Bajer, danski pisec, učitelj, mirovnik, nobelovec (* 1837)
- 1942 – Walter Richard Sickert, angleški slikar (* 1860)
- 1981 – Rudolf Oskar Robert Williams Geiger, nemški meteorolog (* 1894)
- 1993 – Kobo Abe, japonski pisatelj (*1924)
- 2004 –
  - Janez Menart, slovenski pesnik, prevajalec (* 1929)
  - Rudi Šeligo, slovenski pisatelj, politik (* 1935)
- 2010 – Jean Simmons, angleško-ameriška igralka (*1929)
- 2021 – Mira Furlan, ameriško-hrvaška igralka (* 1955)

## Goduje
- sveti Vincencij
- sveti Anastazij
- sveta Teodolinda